# Мир вашему дому!
«Мир вашему дому!» (укр. Мир вашому дому!) — украинская трагикомедия 2017 года режиссёра Владимира Лерта.
Фильм снят по пьесе «Поминальная молитва» Григория Горина, созданной по мотивам произведений Шолом-Алейхема.

## Сюжет
Действие картины происходит в начале XX века. Тевье-молочник живёт в маленькой деревне. Он беден и верит, что у его дочерей есть один шанс избежать бедности — удачное замужество. Тевье принимает выгодное предложение от свата, но у его прекрасных дочерей есть другой план.

## В ролях
- Евгений Князев — Тевье, молочник
- Андрей Кайков — Менахем-Мендл
- Владимир Долинский — Лейзер, мясник
- Антон Шагин — Перчик
- София Письман — Голда, жена Тевье
- Виктор Андриенко — урядник
- Владимир Ямненко — Степан
- Юлия Гершаник — Цейтл, дочь Тевье
- Александр Чекмарев — Мотл, портной
- Александра Сизоненко — Годл, дочь Тевье
- Владимир Ямненко — Степан, сосед Тевье
- Александр Рудько — Фёдор, писарь
- София Манзер — Хава, дочь Тевье
- Александр Кузнецов — поп
- Алексей Петухов — раввин
- Людмила Гнатенко — Берта, мать Менахема-Мендла
- Александра Косован — Шпринце, дочь Тевье
- Мария Романюк — Бейлке, дочь Тевье

## Съемки
Идея фильма возникла у Владимира Лерта после просмотра спектакля Национального академического драматического театра им. Ивана Франко «Тевье-Тевель». Заглавную роль молочника исполнял Богдан Ступка. Обсуждение будущей постановки предполагало, что главную роль в экранизации непременно исполнит Богдан Сильвестрович. Он же принимал активное участие в проработке каждой сцены будущего фильма. Однако, задуманному не суждено было осуществиться в связи со смертью Ступки 22 июля 2012 года. Так на съемочной площадке появился Евгений Князев.
Картина снималась в исторических местах под Киевом. Были использованы уникальные вещи и интерьеры конца XIX — начала XX веков, в том числе дом, который ещё в 1873 году купил реально живший Тевье — герой рассказов классика еврейской литературы Шолом-Алейхема. На восстановление еврейской жизни той эпохи во всех деталях у авторов ушло пять лет.